# Barua Sagar
Barua Sagar é uma cidade e um município no distrito de Jhansi, no estado indiano de Uttar Pradesh.

## Demografia
Segundo o censo de 2001, Barua Sagar tinha uma população de 22,075 habitantes. Os indivíduos do sexo masculino constituem 53% da população e os do sexo feminino 47%. Barua Sagar tem uma taxa de literacia de 54%, inferior à média nacional de 59.5%; com 63% para o sexo masculino e 37% para o sexo feminino. 16% da população está abaixo dos 6 anos de idade.